# Григоровка (Веселиновский район)
Григоровка (укр. Григорівка) — село в Веселиновском районе Николаевской области Украины.
Население по переписи 2001 года составляло 164 человек. Почтовый индекс — 57043. Телефонный код — 5163. Занимает площадь 0,547 км².

## История
В 1946 году указом ПВС УССР село Григоро-Гадючье переименовано в Григоровку.

## Местный совет
57040, Николаевская обл., Веселиновский р-н, с. Подолье, ул. Центральная, 22